# Керлеут (Изумрудновский сельсовет)
Керлеу́т (укр. Керлеут, крымскотат. Kerlevüt, Керлевют) — исчезнувшее село в Джанкойском районе Республики Крым, располагавшееся в центре района, на правом берегу реки Стальная, примерно напротив современного села Изумрудное.

### Динамика численности населения
| - 1805 год — 155 чел. - 1864 год — 38 чел. - 1889 год — 39 чел. - 1892 год — 0 чел. | - 1900 год — 100 чел. - 1915 год — 47/96 чел. - 1926 год — 109 чел. |

## История
Согласно Камеральному Описанию Крыма… 1784 года, в последний период Крымского ханства Кирлеут входил в Дип Чонгарский кадылык Карасубазарского каймаканства. После присоединения Крыма к России (8) 19 апреля 1783 года, (8) 19 февраля 1784 года, именным указом Екатерины II сенату, на территории бывшего Крымского Ханства была образована Таврическая область и деревня была приписана к Перекопскому уезду. После Павловских реформ, с 1796 по 1802 год, входила в Перекопский уезд Новороссийской губернии. По новому административному делению, после создания 8 (20) октября 1802 года Таврической губернии, деревня была включена в состав Биюк-Тузакчинской волости Перекопского уезда.
По Ведомости о всех селениях в Перекопском уезде состоящих с показанием в которой волости сколько числом дворов и душ… от 21 октября 1805 года в деревне Керлеут числилось 25 дворов, 149 крымских татар, 5 цыган и 1 ясыр. На военно-топографической карте генерал-майора Мухина 1817 года в Кирлеуте обозначено 28 дворов. После реформы волостного деления 1829 года Керлеут, согласно «Ведомости о казённых волостях Таврической губернии 1829 года» остался в составе переименованной Тузакчинской волости. На карте 1836 года в деревне 26 дворов, как и на карте 1842 года.
В 1860-х годах, после земской реформы Александра II, деревню включили в состав Владиславской волости. В «Списке населённых мест Таврической губернии по сведениям 1864 года», составленном по результатам VIII ревизии 1864 года, Керлеут — владельческая татарская деревня с 10 дворами, 38 жителями и мечетью при заливе Сиваша. По обследованиям профессора А. Н. Козловского начала 1860-х годов, в селении вода в колодцах глубиной от 1,5—3 до 5 саженей (от 2 до 10 м) была частью солоноватая, а частью солёная. Согласно «Памятной книжке Таврической губернии за 1867 год», Керлеут стоял покинутый, ввиду эмиграции крымских татар, особенно массовой после Крымской войны 1853—1856 годов, в Турцию. На трёхверстовой карте Шуберта 1865—1876 года в деревне Керлеут, видимо, уже заселённой выходцами из материковой России, отмечены 9 дворов. К 1886 году Владиславская волость была упразднена и в «Памятной книге Таврической губернии 1889 года», по результатам Х ревизии 1887 года, записан Керлеут Байгончекской волости, в котором числилось 5 дворов и 39 жителей.
После земской реформы 1890 года Керлеут отнесли к Богемской волости. В «…Памятной книжке Таврической губернии на 1892 год» в сведениях о Богемской волости никаких данных о деревне, кроме названия, не приведено.
После строительства в 1892 году железнодорожной линии Джанкой — Феодосия, начался бурный рост Джанкоя и Керлеут оказался практически у окраины нового города. В «…Памятной книжке Таврической губернии на 1900 год» в посёлке Керлеут числилось 100 жителей в 14 дворах — видимо, связанных с железнодорожным строительством, поскольку согласно Статистическому справочнику Таврической губернии 1915 года в Богемской волости Перекопского уезда числились 2 хутора Керлеут: : Вернигоры и А. Мошкалова. На хуторе Вернигоры числилось 2 двора, 13 приписных жителей, из которых 7 мужчин и 6 женщин (другие данные не приведены). На хуторе Алексея Мошкалова — 2 двора, 7 приписных жителей — 5 мужчин и 2 женщины, 125 десятины удобной земли. Также числились 2 хутора Керлеут-Шереп: И. Л. Мошкалова — 1 двор, 25 приписных и 26 «посторонних»; В. Л. Мошкалова — 1 двор, 2 приписных и 70 «посторонних».
После установления в Крыму Советской власти, по постановлению Крымревкома от 8 января 1921 года № 206 «Об изменении административных границ» была упразднена волостная система и в составе Джанкойского уезда был создан Джанкойский район. В 1922 году уезды преобразовали в округа. 11 октября 1923 года, согласно постановлению ВЦИК, в административное деление Крымской АССР были внесены изменения, в результате которых округа были ликвидированы, основной административной единицей стал Джанкойский район и село включили в его состав. Согласно Списку населённых пунктов Крымской АССР по Всесоюзной переписи 17 декабря 1926 года, в составе Немецко-Джанкойского сельсовета Джанкойского района было два хутора Керлеут. В одном числилось 27 дворов, все крестьянские, население составляло 109 человек: 66 армян, 40 русских, 2 украинца и 1 болгарин; в другом — 5 дворов, 28 жителей (22 армянина, 4 болгарина, 2 украинца. Два населённых пункта с названием Керлеут обозначены на карте Генштаба Красной Армии 1941 года, составлявшейся в основном по материалам карт 1920-х годов. В дальнейшем в доступных источниках Керлеут не встречается.